# Кампонгсаом
Сиануквиль или Кампонгса́ом (кхмер. ព្រះសីហនុ — Прэахсэйханук) — провинция (кхет) в юго-западной Камбодже на берегу Сиамского залива. Провинциальный центр — Сиануквиль — главный морской порт страны и развивающийся пляжный курорт. Население — 219 865 чел. (2019, включая сельские коммуны). Городское население составляет 160 148 чел. (2019).

## История
Город был основан в 1954 году как глубоководный порт. Проект строительства спонсировали французы, а американцами была построена автотрасса до столицы. После свержения короля Сианука, при котором был построен город и в честь которого он назван, Сиануквиль был переименован в Кампонгсаом, а потом обратно в Сиануквиль. В 1990-е годы город заново расцвёл. Здесь обосновались иностранцы, открывшие кафе, рестораны, книжные магазины и дайвинг-центры.

## Административное деление
Территория провинции делится на 2 города (кронг) и 3 района (срок) в состав которых входят 29 коммун.
| Код  | Рус.                       | Кхмерск. | Население, чел. (2019) | Коммун |
| ---- | -------------------------- | -------- | ---------------------- | ------ |
| 1801 | Сиануквиль (Прэахсэйханук) | ក្រុងព្រះសីហនុ | 071 082                | 04     |
| 1802 | Прейноп                    | ស្រុកព្រៃនប់  | 105 053                | 14     |
| 1803 | Стынгхау                   | ស្រុកស្ទឹងហាវ | 025 791                | 04     |
| 1804 | Кампонгсэйлеа              | ស្រុកកំពង់សីលា | 015 985                | 04     |
| 1805 | Каохронг                   | ក្រុងកោះរ៉ុង   | 001 954                | 02     |

## Экономика
Население Сиануквиля занимается обслуживанием туристической инфраструктуры и морского порта, в городе находится крупный пивоваренный завод. Крестьяне занимаются рыболовством, выращивают рис, овощи и фрукты.

## Транспорт
В 18 км от города находится Международный аэропорт Сиануквиль (IATA: KOS). В 2009 году завершена реконструкция ВПП. 14 декабря 2011 года авиакомпания Cambodia Angkor Air возобновила пассажирские рейсы между Сиануквилем и Сиемреапом. Рейсы осуществляются три раза в неделю самолётами ATR-72.
Железнодорожное сообщение между Сиануквилем и Пномпенем было закрыто несколько лет назад из-за плохого состояния железнодорожного полотна. Железная дорога долгое время находилась на реконструкции. 28 декабря 2012 г. Toll Royal Railway объявила об открытии грузового движения на линии Пномпень — порт Сиануквиль (254 км). Контейнерные перевозки будут осуществляться три раза в неделю.
По состоянию на 2016 год возобновлено и пассажирское сообщение. Поезда ходят регулярно и по расписанию, с отправлением в 7 утра из Сиануквиля и Пномпеня по субботам и воскресеньям. А также по пятницам в 15:00 из Пномпеня в Сиануквиль, и по воскресеньям в 16:00 из Сиануквиля в Пномпень. Поезда идут по маршруту Пномпень—Такео—Кампот—Сиануквиль. На маршрут поставлены отремонтированные сидячие вагоны с полностью обновлённым салоном и кондиционированием воздуха в салоне. Билет на поезд стоит от 4 до 7 долларов США, в зависимости от пункта старта и пункта назначения.
Город связан с Пномпенем Национальным шоссе № 4 (229 км), с Кампотом — Национальным шоссе № 3 (100 км), по шоссе № 48 можно доехать до Кахконга и дальше до тайской границы в районе Трата.
В городе расположен единственный глубоководный морской порт — автономный порт Сиануквиль. В гавани порта на волноломе (островок KohPrib) находится яхтенная стоянка — марина Океания. Строительство марины и её открытие широко освещалось в местной и мировой прессе.

## Достопримечательности

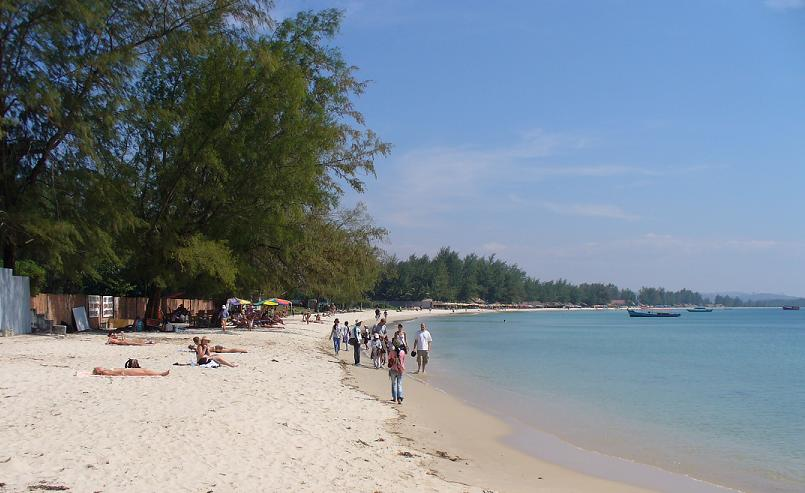
Пляж Серендипити (Интуиция) в Сиануквиле

Сиануквиль — развивающийся пляжный курорт. Главная достопримечательность города — это пляжи и острова. Город к настоящему времени обладает развивающейся туристической инфраструктурой, включая гостиницы, кафе, рестораны, дайвинг-центры, турагентства, бары.
На территории провинции в 18 км к востоку от города находится Национальный парк Реам.
На юге, в 9 км от федеральной трассы, ведущей из Сиануквиля в Пномпень, расположен водопад Кбал Чхай.

## Галерея

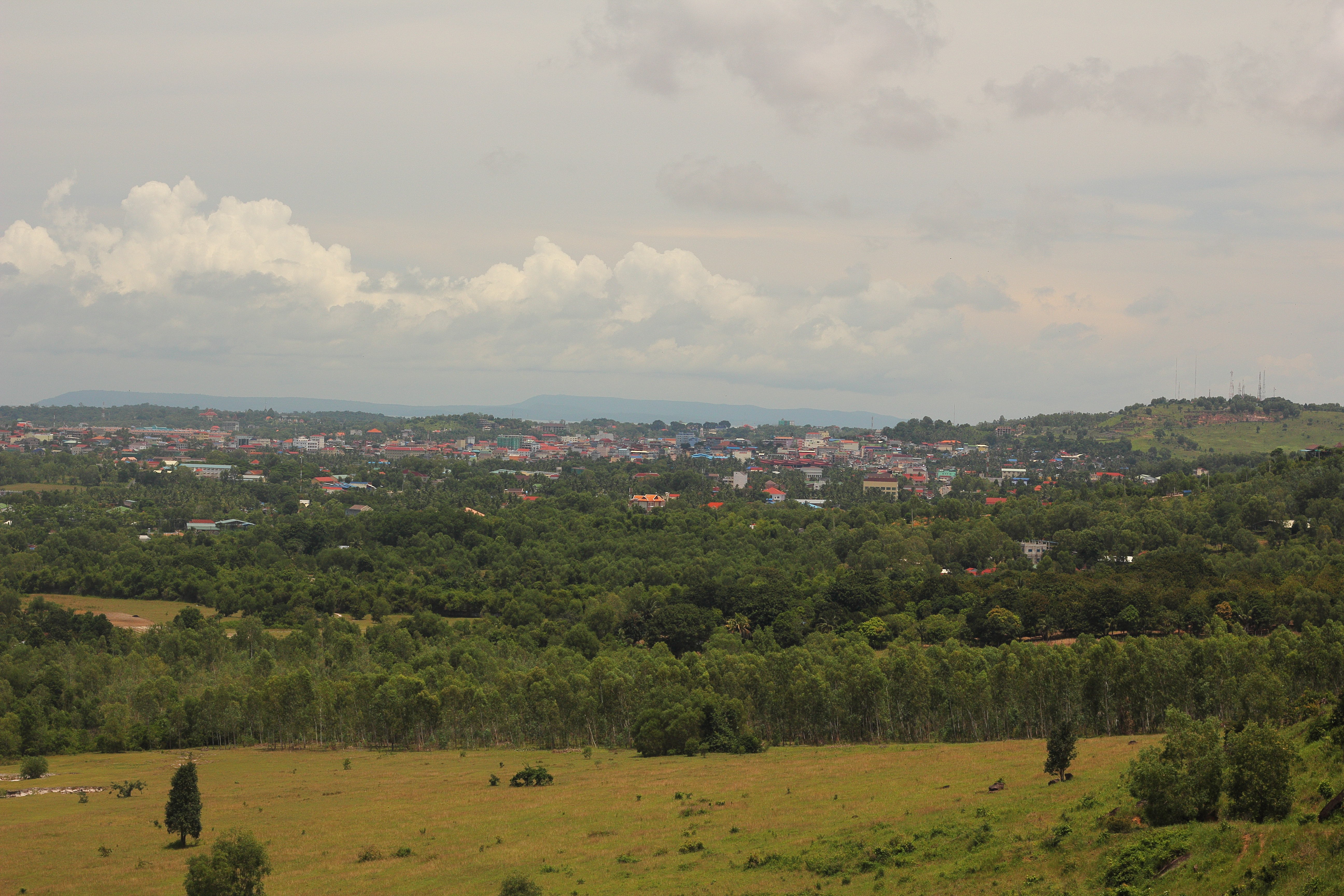
Вид на город с холма
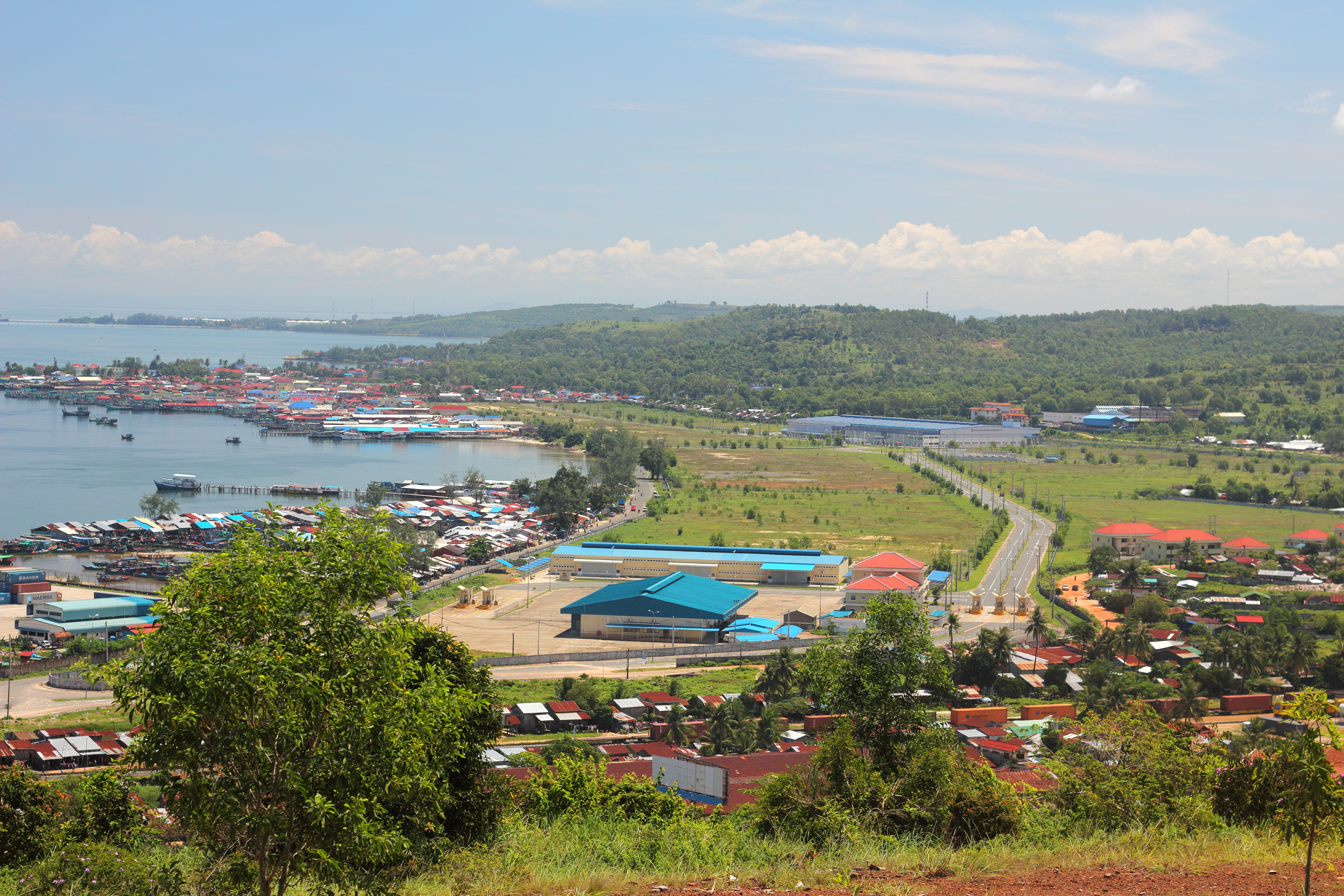
Вид на окраину рядом с портом
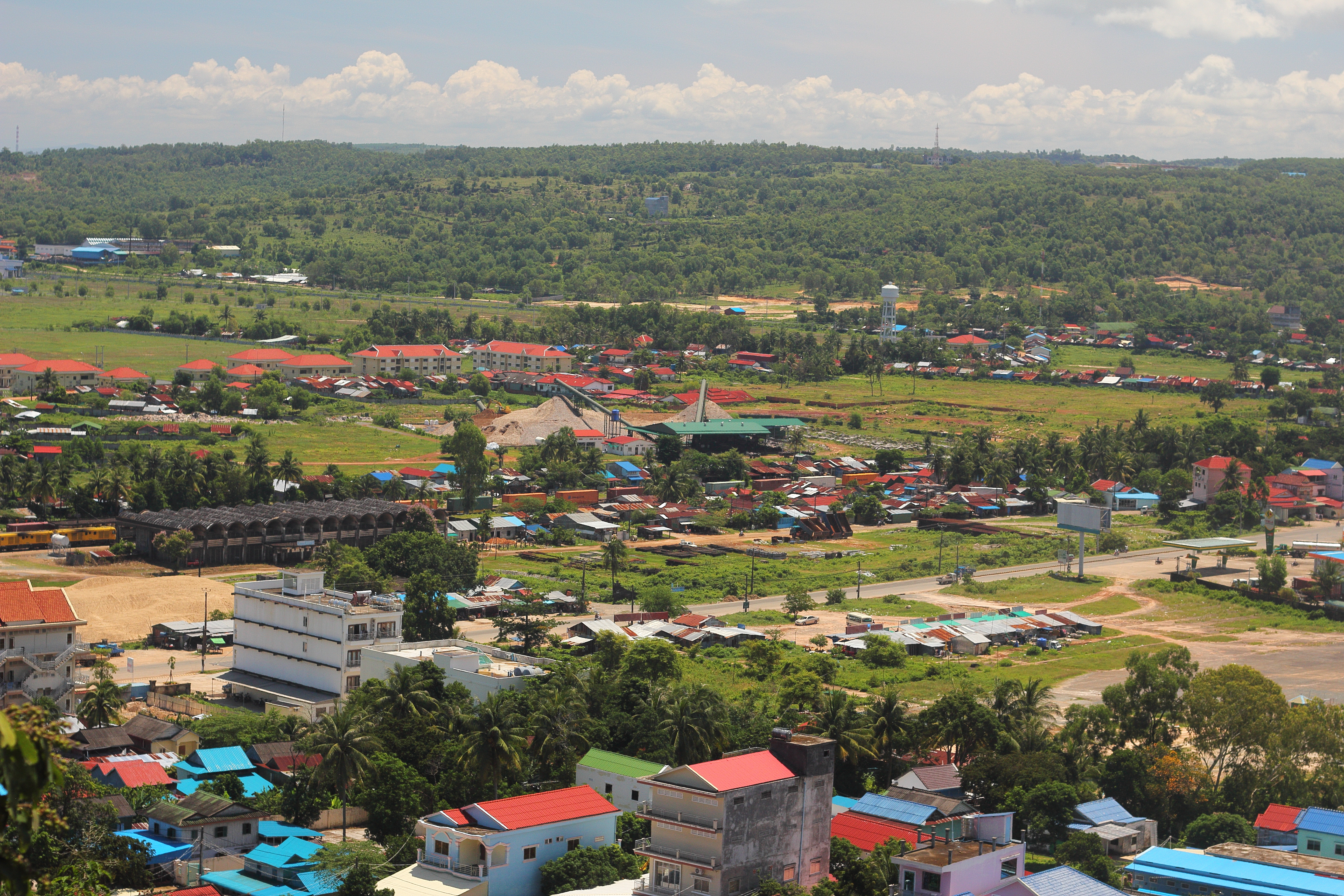
Вид на окраину
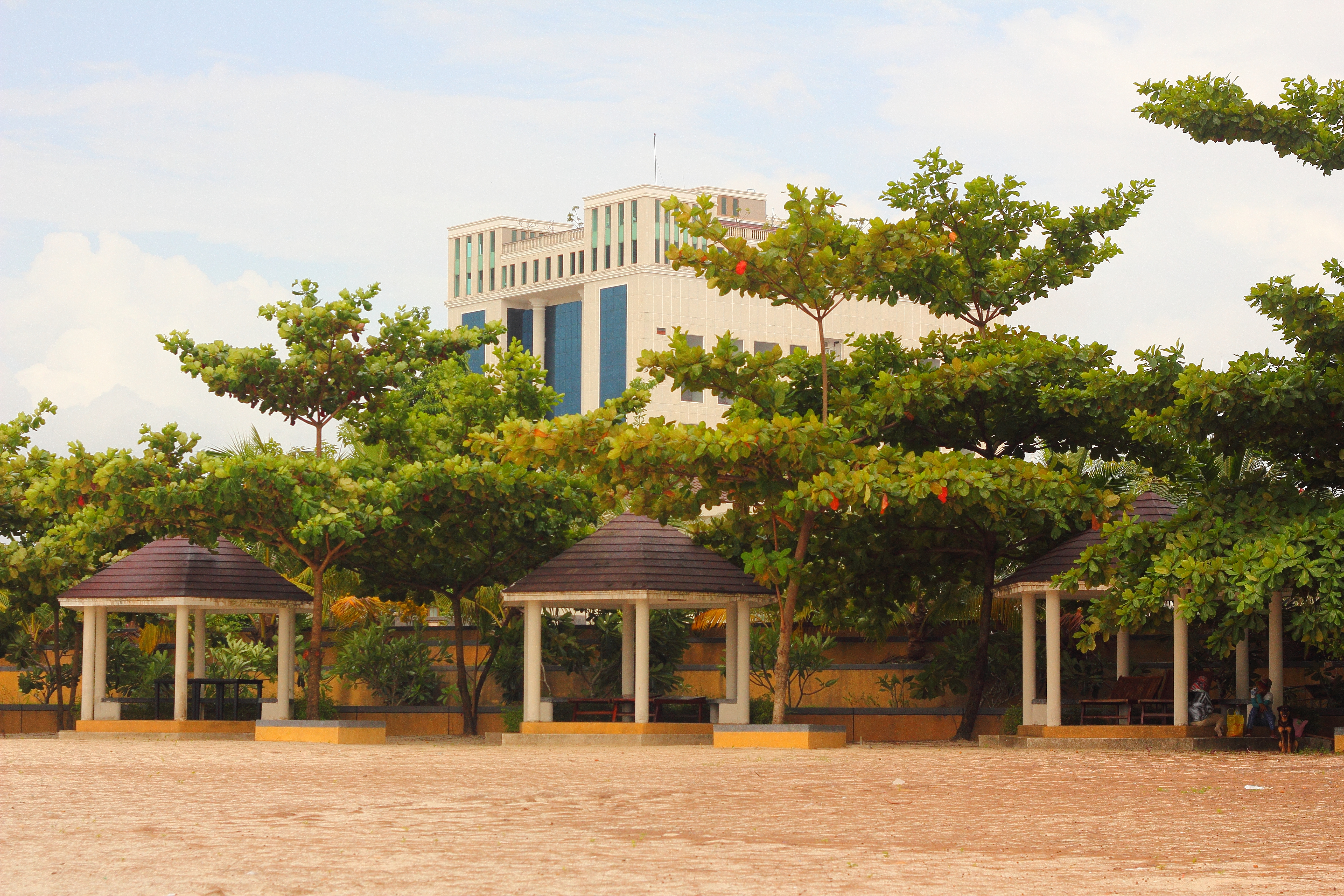
Пляж «Гавайи»
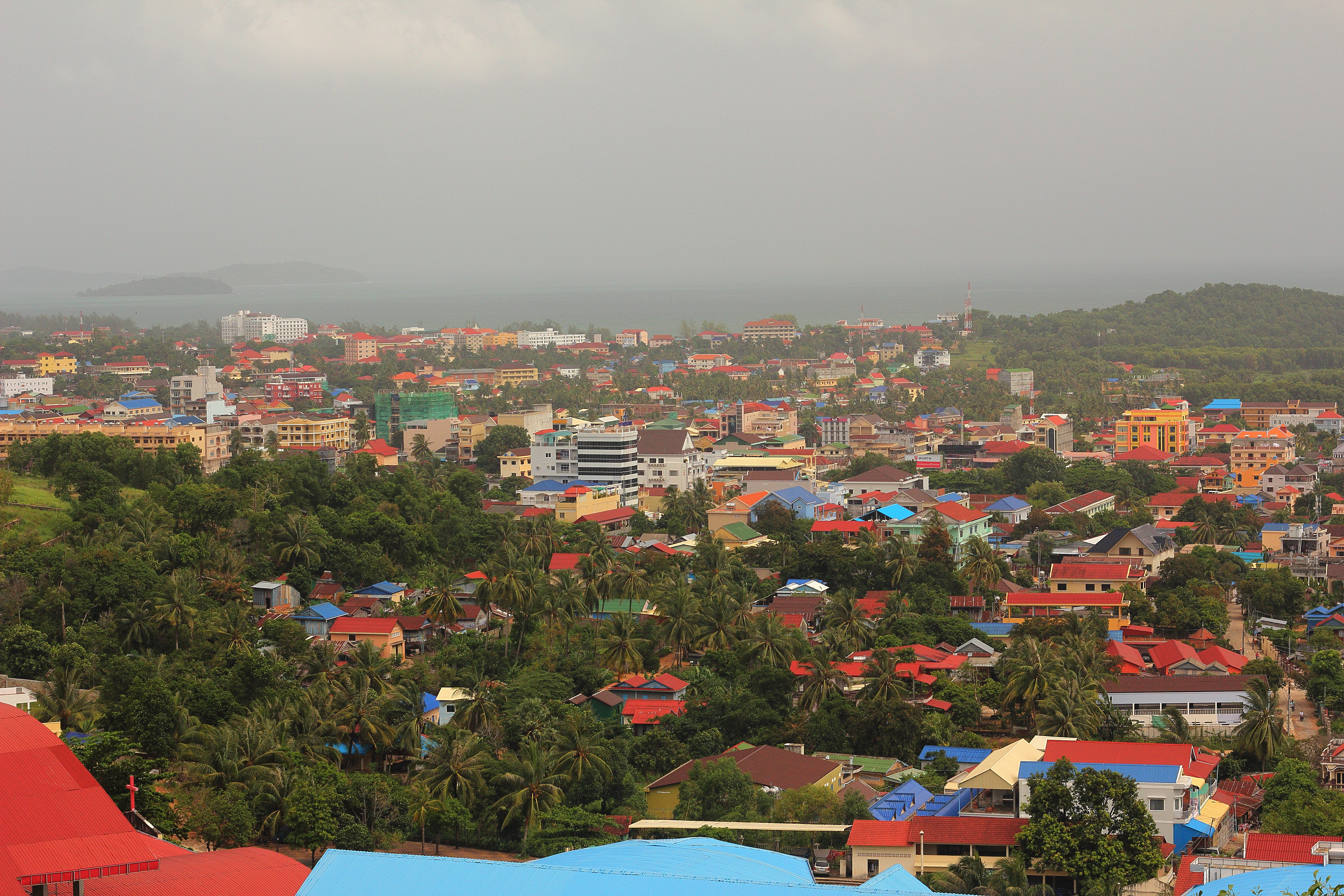
Вид с холма на центр города
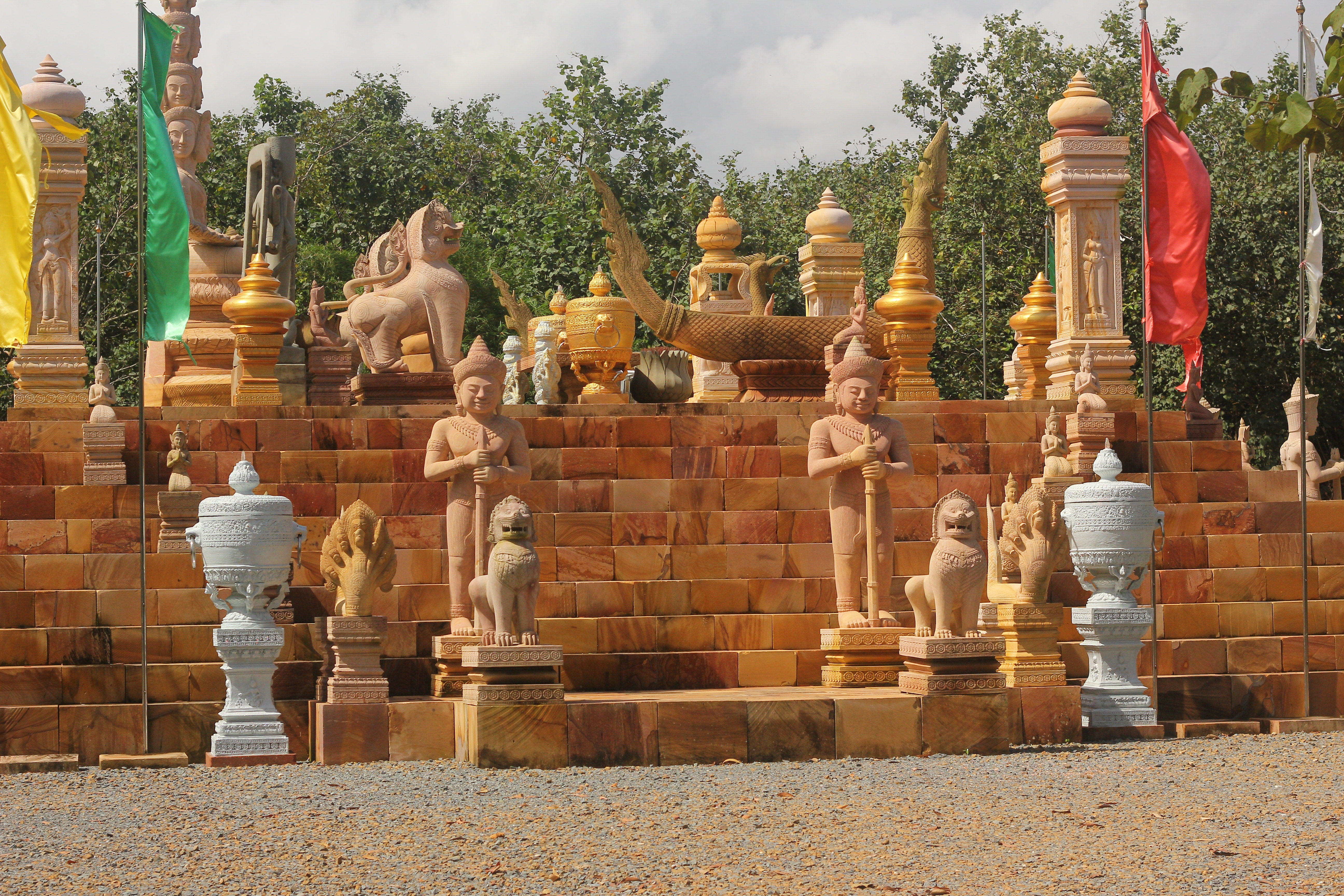
Ват отрес
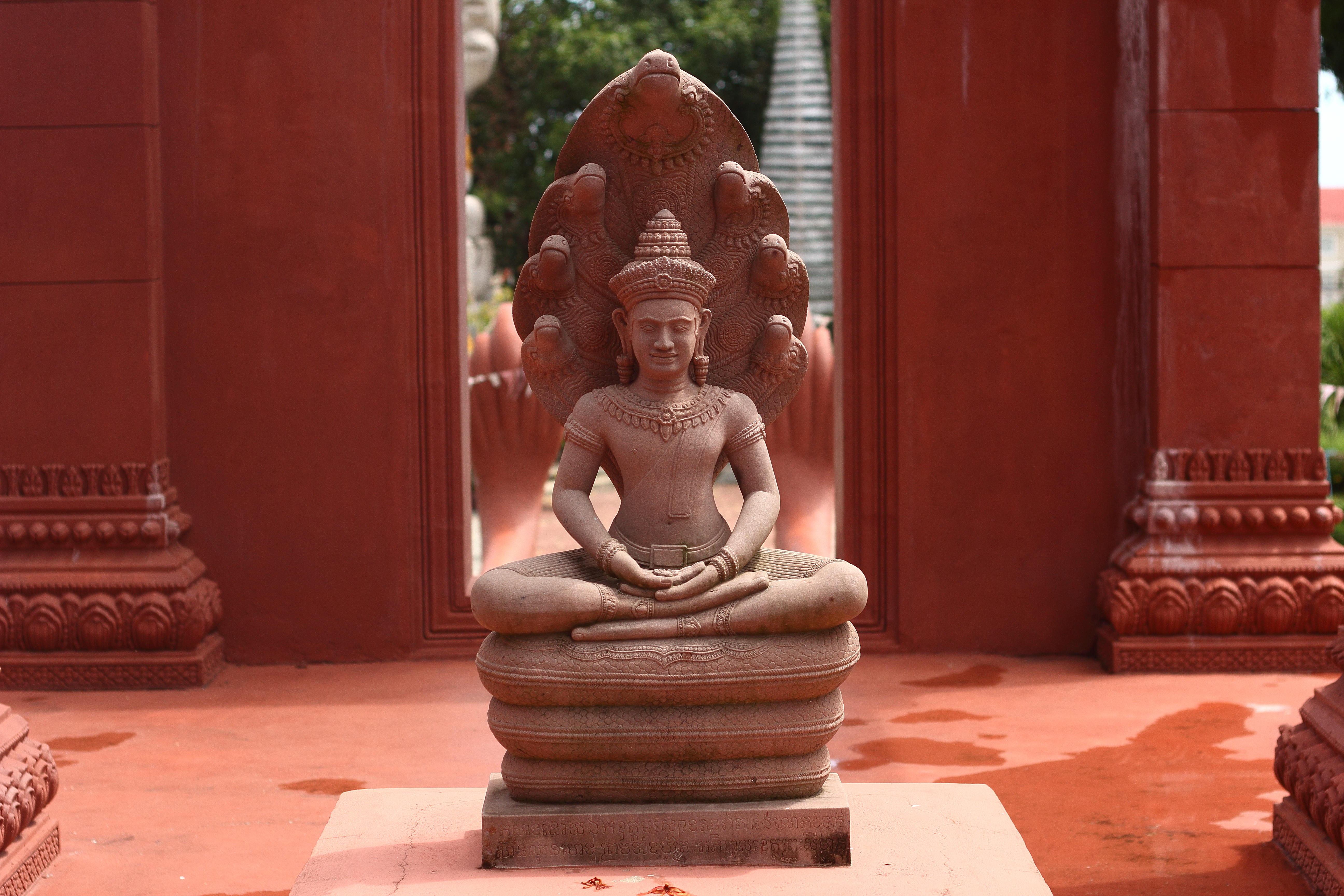
Будда на центральной площади
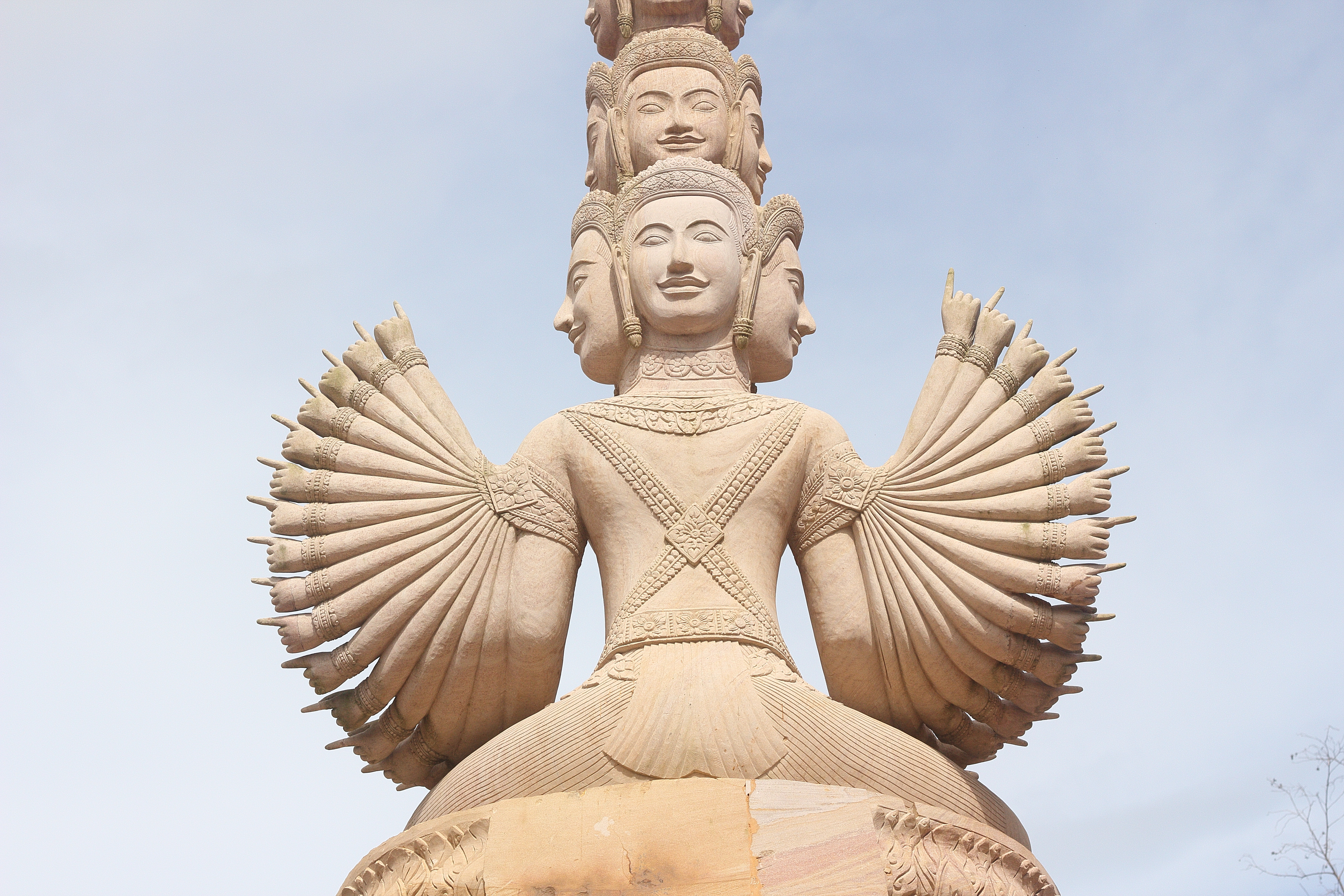
Ват отрес
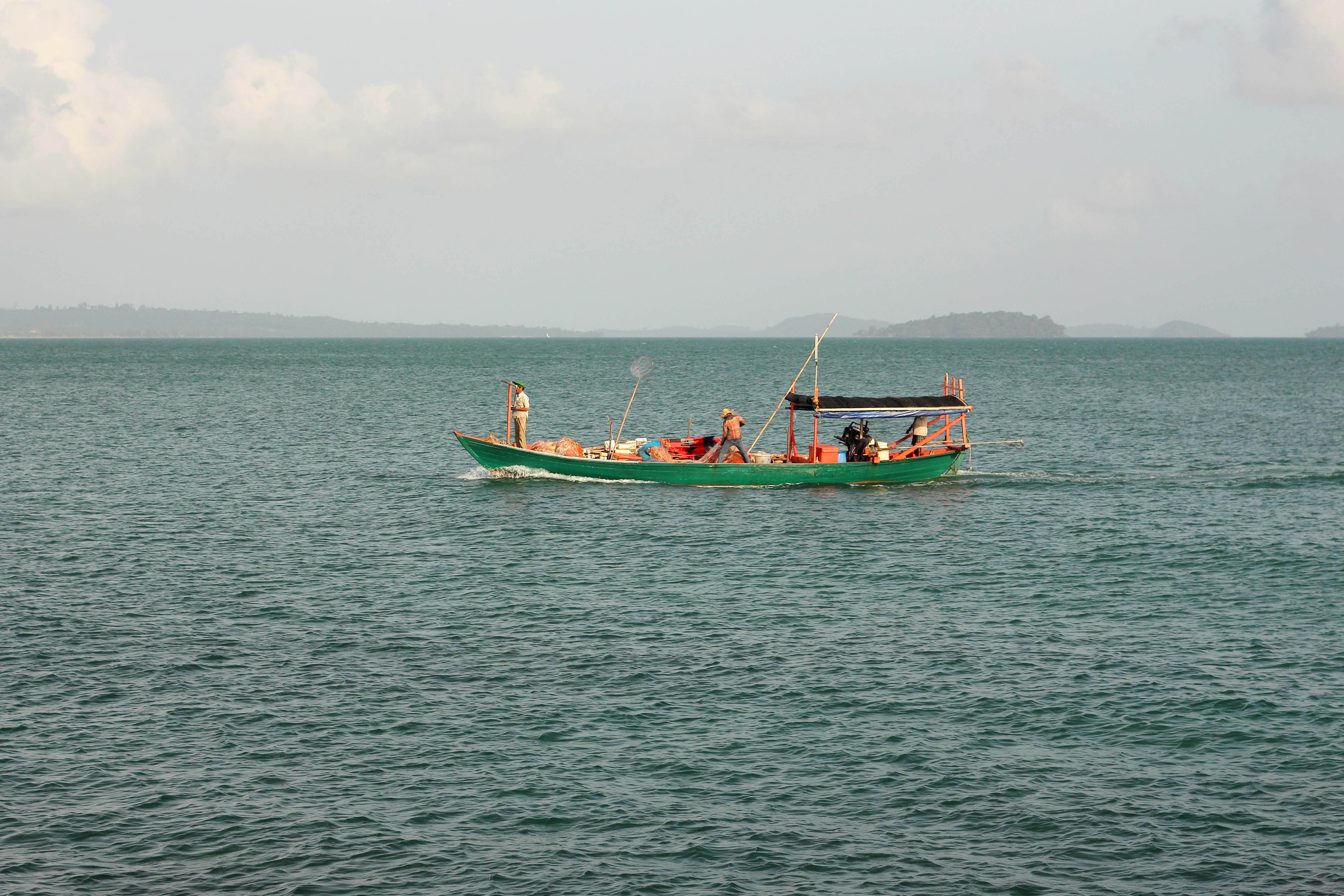
Рыбаки с вечерним уловом
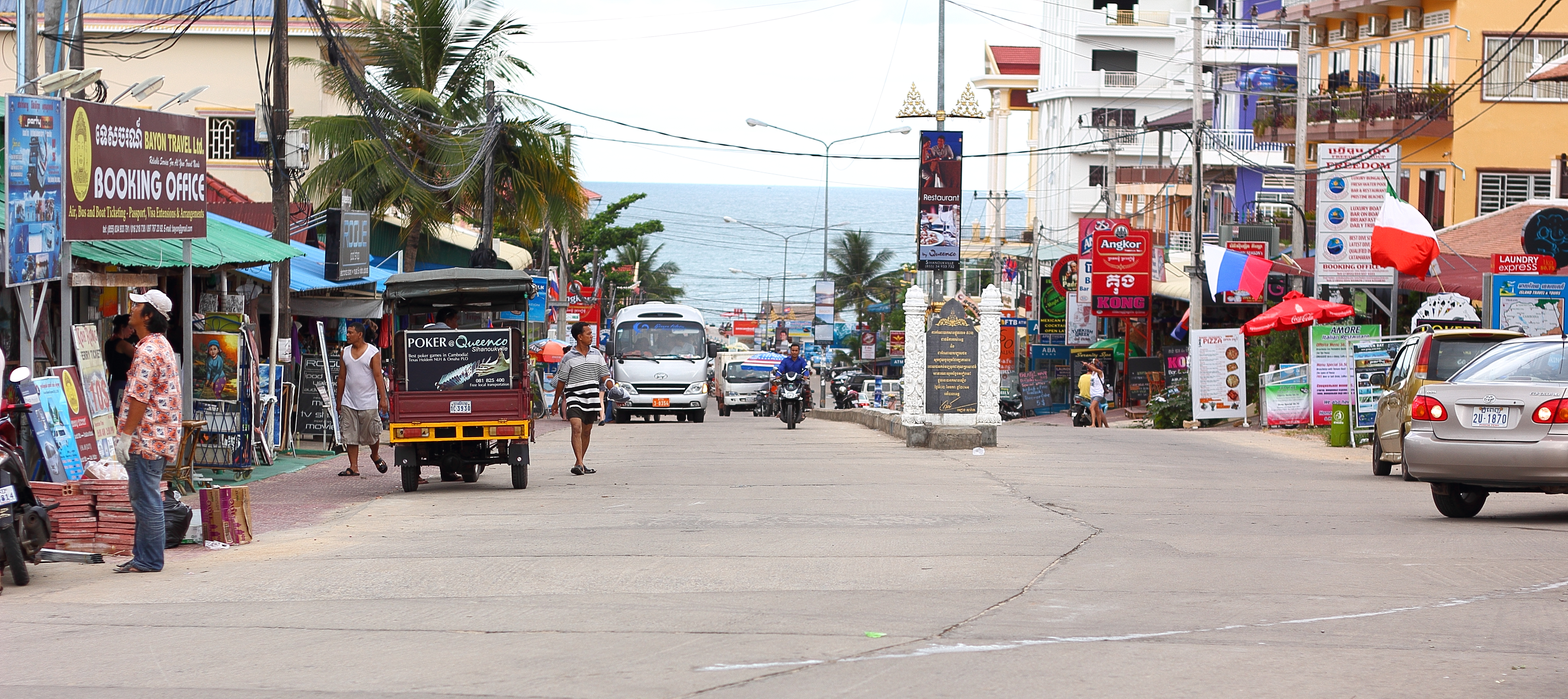
В туристическом квартале
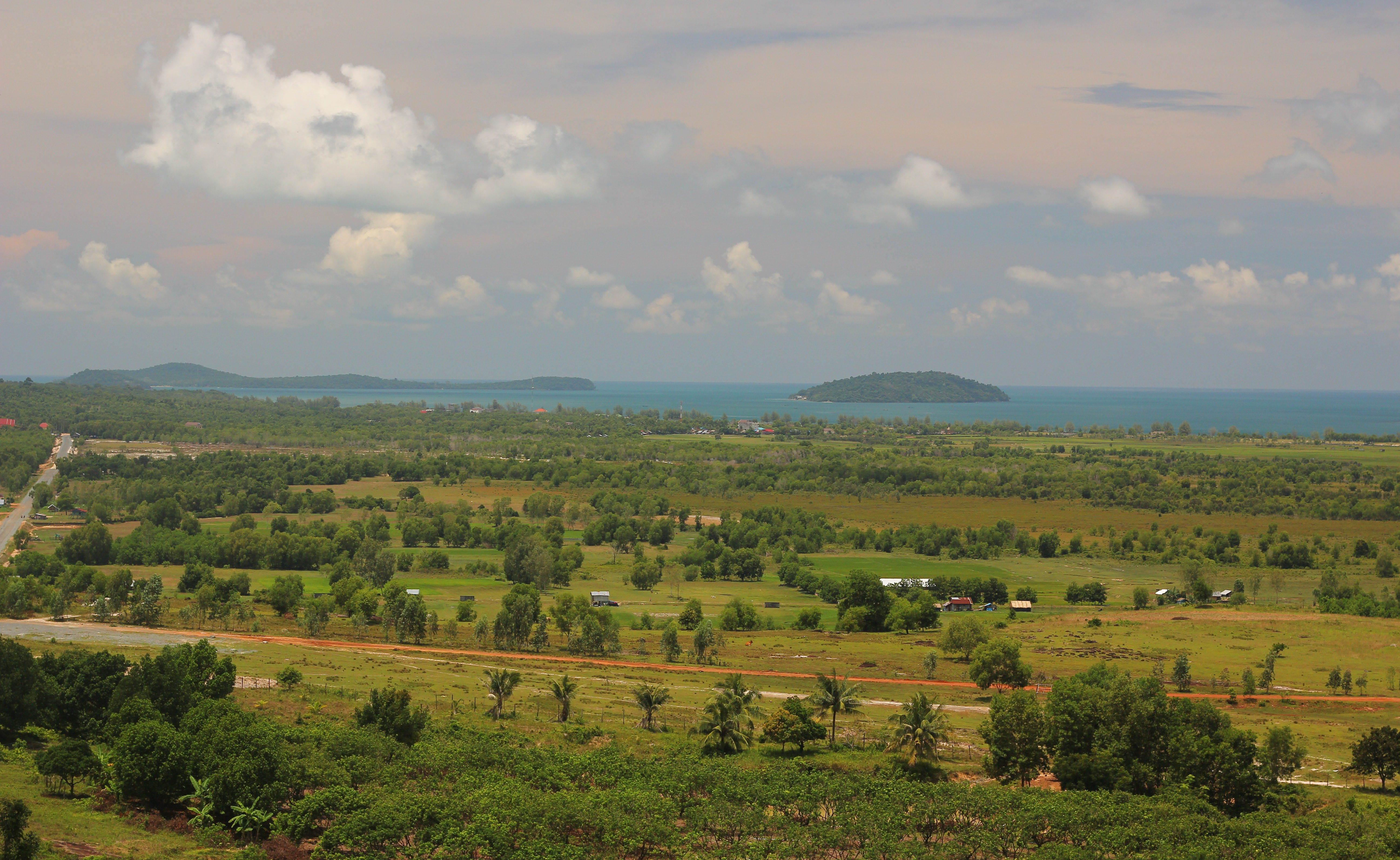
Вид на пляж «Отрес» и острова
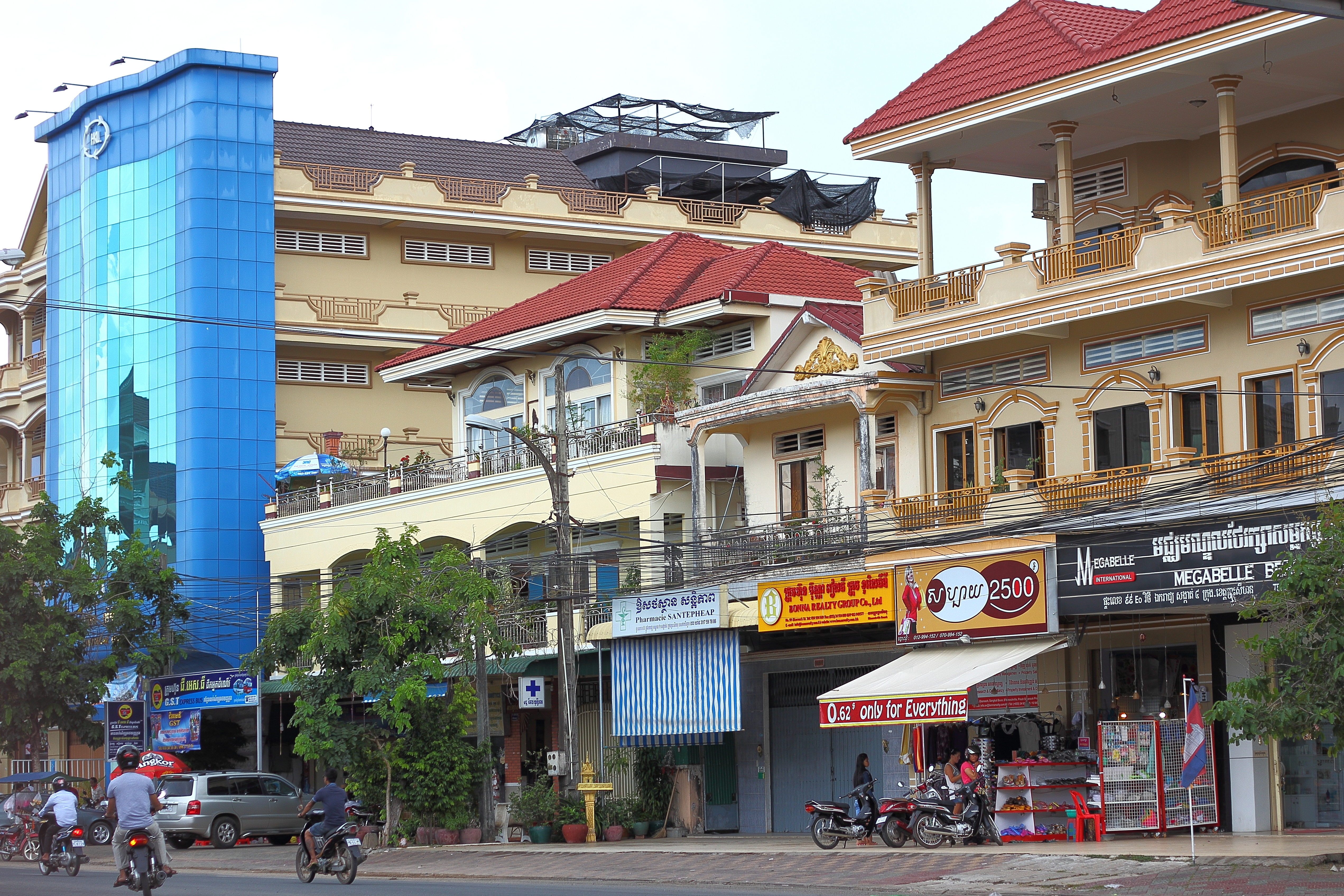
В центре города

## В культуре
Курорту посвящена песня «Сиануквиль» группы «Сплин». Её автор Александр Васильев вдохновился красотой курорта, при этом саму песню написал уже в России.

## Комментарии
1. ↑  За вычетом районов, переданных в состав Каохронга.